# سفارة السويد في أرمينيا
سفارة السويد في أرمينيا هي أرفع تمثيل دبلوماسي لدولة السويد لدى أرمينيا. تقع السفارة في يريفان وهي تهدف لتعزيز المصالح السويدية في أرمينيا.

## وصلات خارجية
- قائمة سفارات السويد
- قائمة السفارات في أرمينيا